# The Ultimate Collection (Steps)
The Ultimate Collection è una raccolta del gruppo musicale britannico Steps pubblicato nel 2011.

## Tracce
1. 5,6,7,8 – 3:21
2. Last Thing on My Mind – 3:04
3. One for Sorrow – 4:21
4. Heartbeat – 4:23
5. Tragedy – 4:30
6. Better Best Forgotten (Radio edit) – 3:42
7. Love's Got a Hold on My Heart – 3:19
8. After the Love Has Gone – 4:34
9. Say You'll Be Mine – 3:31
10. Better the Devil You Know – 3:48
11. Deeper Shade of Blue (Radio edit) – 3:45
12. When I Said Goodbye – 3:32
13. Summer Of Love – 3:52
14. Stomp – 3:22
15. It's the Way You Make Me Feel – 3:18
16. Here And Now – 3:52
17. You'll Be Sorry – 3:44
18. Chain Reaction – 3:56
19. I Know Him So Well – 4:15
20. Dancing Queen (bonus track) – 3:25